# Zygfryda Gilska
Zygfryda Bronisława Gilska, właśc. Gil (ur. 1862 w Warszawie, zm. 7 grudnia 1942 tamże) – polska tancerka, primabalerina Teatru Wielkiego w Warszawie w latach 1883–1886 oraz 1889–1891.

## Życiorys
Byłą córką Józefa Pawła Gilskiego i Heleny z domu Kurek. W roku 1875 ukończyła warszawską szkołę baletową i została przyjęta do zespołu baletowego Teatru Wielkiego w Warszawie. Rok później objęła posadę koryfejki i tańczyła jedną z partii solowych w Modniarkach, czyli Bazarze paryskim. W 1881 roku, razem z Ludwiką Adler, zajęła miejsce chorującej primabaleriny Heleny Cholewickiej. Od 1883 roku objęła stanowisko primabaleriny. W 1884 roku występowała w Petersburgu. 

„...jak piszą dzienniki tamtejsze «grand pas classique» bardzo trudne same z siebie i najeżone prócz tego trudnymi wariacjami. Panna Gilska, pomimo pewnej obawy występując przed obcą całkiem dla siebie publicznością i to taką, która żywi kult dla klasycznego tańca, mając wciąż w pamięci takie gwiazdy jak Petipa, Murawiowa, Granzowa – wykazała niezwykłą siłę w palcach, świetną elewację, brawurę i grację. Wariacje zmuszona była powtórzyć. Przywołano ją 5 razy przy otwartej kurtynie...”

W lutym 1885 wzięła ślub z Józefem Wincentym Turowskim herbu Roch. W kolejnym sezonie 1885/1886 z powodu choroby i udzielonego jej urlopu zdrowotnego, nie pojawiała się na scenie. Po raz kolejny pojawiła się na scenie w balecie Pan Twardowski w 1889 roku. Dwa lata później wyjechała na występny gościnne do Rosji. Po powrocie nie występowała już na scenie.
Zmarła 7 grudnia 1942 roku. Została pochowana na cmentarzu Powązkowskim w Warszawie (kwatera B-6-7,8).

## Wybrane role teatralne
- Flick i Flock jako Topaz
- Robert Diabeł jako Przeorysza Helena
- Coppelia jako Wiesława
- Pan Twardowski jako Jadwiga
- Meluzyna jako Meluzyna
- Giselle jako Giselle
- Miłość i sztuka jako Lady Henrietta
- Warszawa przed stu laty i dzisiaj jako Matylda
- Don Kiszot, czyli Wesele Gamasza jako Manuela
- Robert i Bertrand czyli dwaj złodzieje
- Katarzyna, córka bandyty jako Katarzyna